# Streken van een duivel
Streken van een duivel is een lied van de Nederlandse rapper Bilal Wahib in samenwerking met rapper Frenna. Het werd in 2021 als single uitgebracht en stond in hetzelfde jaar als eerste track op het album El mehdi van Wahib.

## Achtergrond
Streken van een duivel is geschreven door Bilal Wahib, Francis Junior Edusei, Brahim Fouradi, Carlos Vrolijk, Jonathan Maridjan en Jean Felipe Ansjeliena en geproduceerd door Project Money. Het is een nederhoplied waarin de artiesten rappen over een vrouw waarmee ze in een relatie zitten en die gemene trekken heeft. Het is de eerste keer dat de artiesten samen in een lied zijn te horen. De single werd een week voor het debuutalbum van Wahib uitgebracht. De single heeft in Nederland de platina status.

## Hitnoteringen
Het lied stond genoteerd in Nederlandse hitlijsten. Het kwam tot de tweede plaats van de Single Top 100 en stond achttien weken in deze lijst. In de zes weken dat het in de Top 40 te vinden was, piekte het op de 22e plek.

### Nederlandse Top 40
| Hitnotering: 04-12-2021 t/m 08-01-2022 | Hitnotering: 04-12-2021 t/m 08-01-2022 | Hitnotering: 04-12-2021 t/m 08-01-2022 | Hitnotering: 04-12-2021 t/m 08-01-2022 | Hitnotering: 04-12-2021 t/m 08-01-2022 | Hitnotering: 04-12-2021 t/m 08-01-2022 | Hitnotering: 04-12-2021 t/m 08-01-2022 | Hitnotering: 04-12-2021 t/m 08-01-2022 |
| Week:                                  | 1                                      | 2                                      | 3                                      | 4                                      | 5                                      | 6                                      |                                        |
| -------------------------------------- | -------------------------------------- | -------------------------------------- | -------------------------------------- | -------------------------------------- | -------------------------------------- | -------------------------------------- | -------------------------------------- |
| Positie:                               | 24                                     | 22                                     | 25                                     | 35                                     | 37                                     | 39                                     | uit                                    |

### NederlandseSingle Top 100
| Hitnotering: 27-11-2021 t/m 26-03-2022 | Hitnotering: 27-11-2021 t/m 26-03-2022 | Hitnotering: 27-11-2021 t/m 26-03-2022 | Hitnotering: 27-11-2021 t/m 26-03-2022 | Hitnotering: 27-11-2021 t/m 26-03-2022 | Hitnotering: 27-11-2021 t/m 26-03-2022 | Hitnotering: 27-11-2021 t/m 26-03-2022 | Hitnotering: 27-11-2021 t/m 26-03-2022 | Hitnotering: 27-11-2021 t/m 26-03-2022 | Hitnotering: 27-11-2021 t/m 26-03-2022 | Hitnotering: 27-11-2021 t/m 26-03-2022 | Hitnotering: 27-11-2021 t/m 26-03-2022 | Hitnotering: 27-11-2021 t/m 26-03-2022 | Hitnotering: 27-11-2021 t/m 26-03-2022 | Hitnotering: 27-11-2021 t/m 26-03-2022 | Hitnotering: 27-11-2021 t/m 26-03-2022 | Hitnotering: 27-11-2021 t/m 26-03-2022 | Hitnotering: 27-11-2021 t/m 26-03-2022 | Hitnotering: 27-11-2021 t/m 26-03-2022 | Hitnotering: 27-11-2021 t/m 26-03-2022 |
| Week:                                  | 1                                      | 2                                      | 3                                      | 4                                      | 5                                      | 6                                      | 7                                      | 8                                      | 9                                      | 10                                     | 11                                     | 12                                     | 13                                     | 14                                     | 15                                     | 16                                     | 17                                     | 18                                     |                                        |
| -------------------------------------- | -------------------------------------- | -------------------------------------- | -------------------------------------- | -------------------------------------- | -------------------------------------- | -------------------------------------- | -------------------------------------- | -------------------------------------- | -------------------------------------- | -------------------------------------- | -------------------------------------- | -------------------------------------- | -------------------------------------- | -------------------------------------- | -------------------------------------- | -------------------------------------- | -------------------------------------- | -------------------------------------- | -------------------------------------- |
| Positie:                               | 2                                      | 2                                      | 4                                      | 8                                      | 9                                      | 30                                     | 11                                     | 18                                     | 21                                     | 29                                     | 37                                     | 40                                     | 42                                     | 47                                     | 51                                     | 66                                     | 66                                     | 76                                     | uit                                    |